# Фторид гексатория-калия
Фторид гексатория-калия — неорганическое соединение,
двойной фторид калия и тория с формулой KTh6F25,
кристаллы,
не растворяется в воде.

## Получение
- Сплавление фторида тория и фторида калия [1]:

{\displaystyle {\mathsf {KF+6ThF_{4}\ {\xrightarrow {>100^{o}C}}\ KTh_{6}F_{25}}}}

## Физические свойства
Фторид гексатория-калия образует кристаллы двух модификаций:
- гексагональная сингония, пространственная группа P 6/mmc, параметры ячейки a = 0,832 нм, c = 1,678 нм, Z = 2;
- тригональная сингония, пространственная группа R 3m, параметры ячейки a = 0,8313 нм, c = 2.5262 нм, Z = 3 [2].

Не растворяется в воде.